# Michael Flynn
Michael Thomas Flynn (* 24. prosince 1958 Middletown, Rhode Island) je americký generálporučík a bývalý poradce pro národní bezpečnost prezidenta Donalda Trumpa.
Flynnova vojenská kariéra je spojena s bojem proti teroristickým skupinám, budováním protiteroristické strategie a demontáží povstaleckých skupin v Iráku a Afghánistánu. Jeho politická kariéra je zase spojena s podezřením na ruské ovlivnění amerických prezidentských voleb v roce 2016 a jeho vyšetřování se stalo pro Trumpovy podporovatele symbolem boje takzvaného „deep state“ proti americkému prezidentovi.

## Politické názory
Flynn je registrovaným demokratem. Je podporovatelem Donalda Trumpa, je nábožensky založen, považuje se a je považován za amerického patriota.
Flynn je jedním z kritiků muslimské víry, považuje islám za jednu z hlavních příčin dnešního terorismu. Je členem vedení hnutí ACT! pro Ameriku, které se staví kriticky k islámské víře. Flynn sám prohlásil, že Amerika je ve válce s islámem, či nazval islám rakovinou.